# Akai MPC
O Akai MPC (originalmente MIDI Production Center, agora Music Production Center) é uma série de estações de trabalho musicais produzidas pela Akai a partir de 1988. Os MPCs combinam funções de amostragem e sequenciamento, permitindo que os usuários gravem partes do som, modifiquem-nas e as reproduzam como sequências.
Os primeiros MPCs foram projetados pelo engenheiro americano Roger Linn [en], que havia projetado as bem-sucedidas máquinas de ritmos Linn LM-1 [en] e LinnDrum [en] na década de 1980. Linn tinha como objetivo criar um instrumento intuitivo, com uma grade de pads que pode ser tocada de forma semelhante a um instrumento tradicional, como um teclado ou um kit de bateria. Os ritmos podem ser criados usando amostras de qualquer som.
O MPC teve uma grande influência no desenvolvimento da música eletrônica e do hip hop. Ele levou a novas técnicas de amostragem, com os usuários ampliando seus limites técnicos para obter efeitos criativos. Ele teve um efeito democratizante na produção musical, permitindo que os artistas criassem faixas elaboradas sem instrumentos tradicionais ou estúdios de gravação. Sua interface de pad foi adotada por vários fabricantes e tornou-se padrão na tecnologia de DJ.

## Desenvolvimento

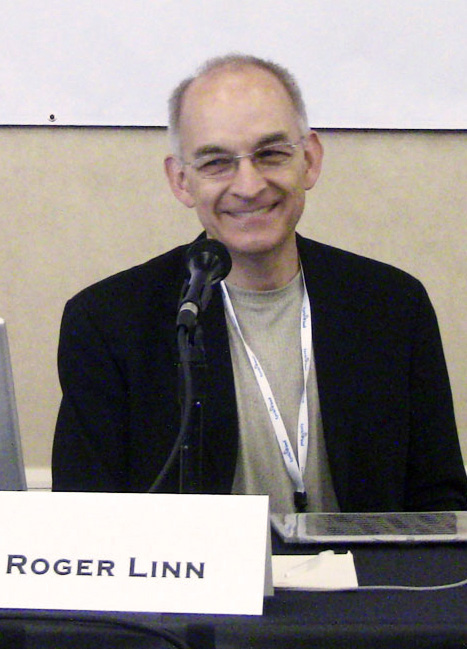
O MPC foi projetado por en (foto em 2010), que também criou o en.

No final da década de 1980, as máquinas de ritmos se tornaram populares para criar batidas e loops sem instrumentistas, e os artistas de hip hop estavam usando samplers para pegar partes de gravações existentes e criar novas composições. As grooveboxes, máquinas que combinavam essas funções, como as da E-mu Systems [en], exigiam conhecimento de produção musical e custavam até US$ 10.000.
O MPC original, o MPC-60, foi uma colaboração entre a empresa japonesa Akai e o engenheiro americano Roger Linn. Linn havia projetado o bem-sucedido LM-1 e o LinnDrum, duas das primeiras máquinas de ritmos a usar samples (sons pré-gravados). Sua empresa, a Linn Electronics, havia fechado após o fracasso do Linn 9000 [en], uma máquina de ritmos e sampler. De acordo com Linn, sua colaboração com a Akai “foi um bom ajuste, porque a Akai precisava de um designer criativo com ideias e eu não queria fazer vendas, marketing, finanças ou fabricação, todos os quais a Akai era muito boa”.
Linn descreveu o MPC como uma tentativa de “reformular adequadamente” o Linn 9000. Ele não gostava de ler manuais de instruções e queria criar uma interface intuitiva que simplificasse a produção musical. Ele projetou as funções, incluindo o layout do painel e a especificação do hardware, e criou o software com sua equipe. Ele creditou os circuitos a uma equipe liderada pelo engenheiro inglês David Cockerell. A Akai cuidou da engenharia de produção, tornando o MPC “mais manufaturável”. O primeiro modelo, o MPC60 (MIDI Production Center), foi lançado em 8 de dezembro de 1988, e vendido no varejo por US$ 5.000. Ele foi seguido pelo MPC60 MkII e pelo MPC3000.
Depois que a Akai saiu do mercado em 2006, Linn deixou a empresa e seus ativos foram comprados pela inMusic Brands [en]. A Akai continuou a produzir modelos MPC sem Linn. Linn foi crítico, dizendo: “A Akai parece estar fazendo pequenas alterações em meus antigos projetos de 1986 para o MPC original, basicamente reorganizando as cadeiras do convés do Titanic."

## Funcionalidades

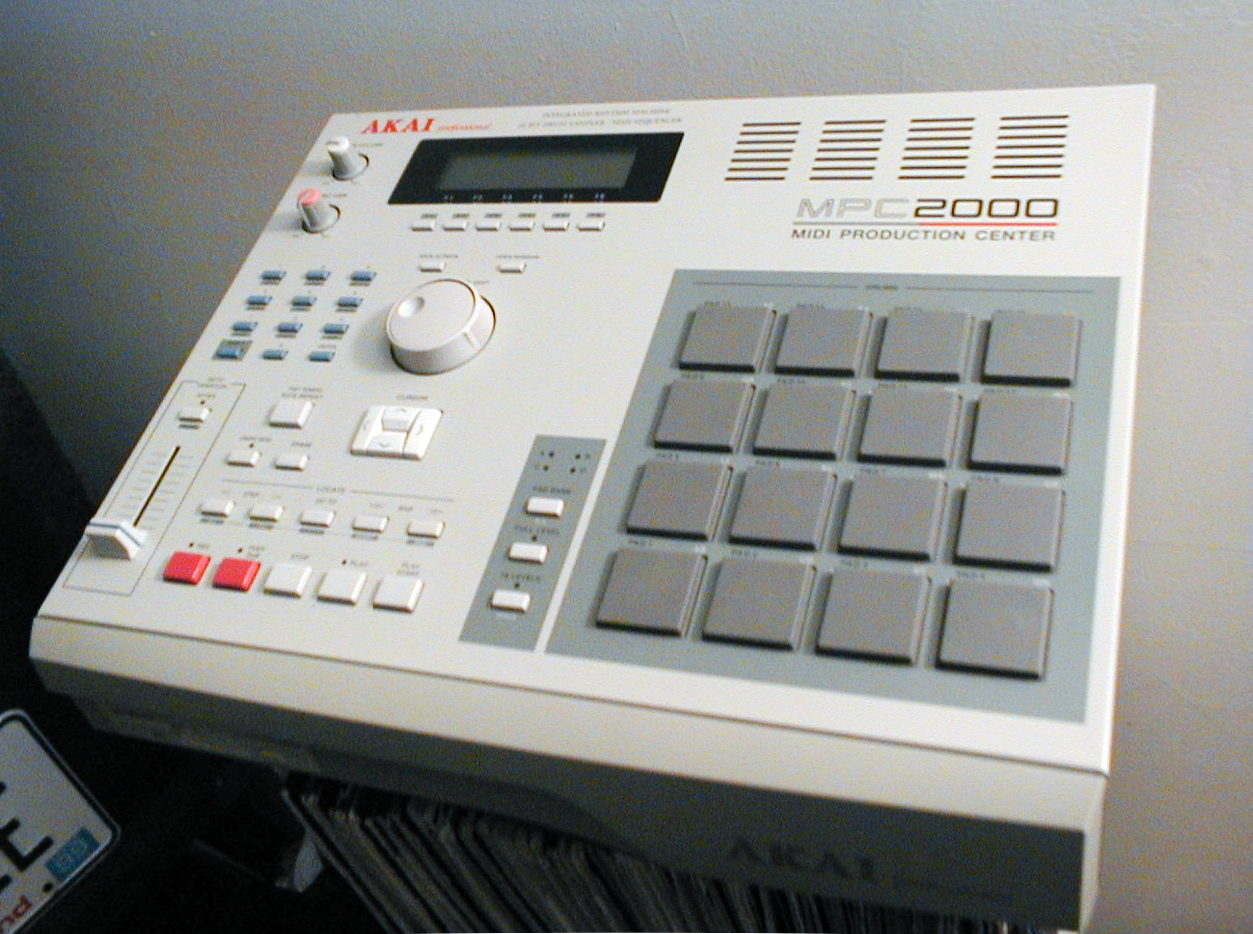
MPC2000.

Em vez dos interruptores e pequenos botões rígidos dos dispositivos anteriores, o MPC tem uma grade 4x4 de grandes pads de borracha sensíveis à pressão que podem ser tocados de forma semelhante a um teclado. A interface era mais simples do que a dos instrumentos concorrentes e pode ser conectada a um sistema de som normal, sem a necessidade de um estúdio. De acordo com a Vox, “o mais importante é que não era um painel de mixagem enorme e fixo com tantos botões quanto uma cabine de comando de avião”.
Enquanto os artistas já haviam utilizado samples de longos trechos de música, o MPC permitiu que eles utilizassem samples em partes menores, atribuíssem-nas a pads separados e as acionassem independentemente, de forma semelhante a tocar um instrumento tradicional, como um teclado ou kit de bateria. Os ritmos podem ser criados não apenas a partir de amostras de percussão, mas de qualquer som gravado, como buzinas ou sintetizadores.
O MPC60 só permite samples de até 13 segundos, pois a memória de sampling era cara na época e a Linn esperava que os usuários fizessem samples de sons curtos para criar ritmos e não loops longos. As funções são selecionadas e as amostras são editadas com dois botões. Os botões vermelhos “record” e “overdub” são usados para salvar ou fazer loops de batidas. O MPC60 tem uma tela LCD e vem com disquetes com sons e instrumentos.

## Legado

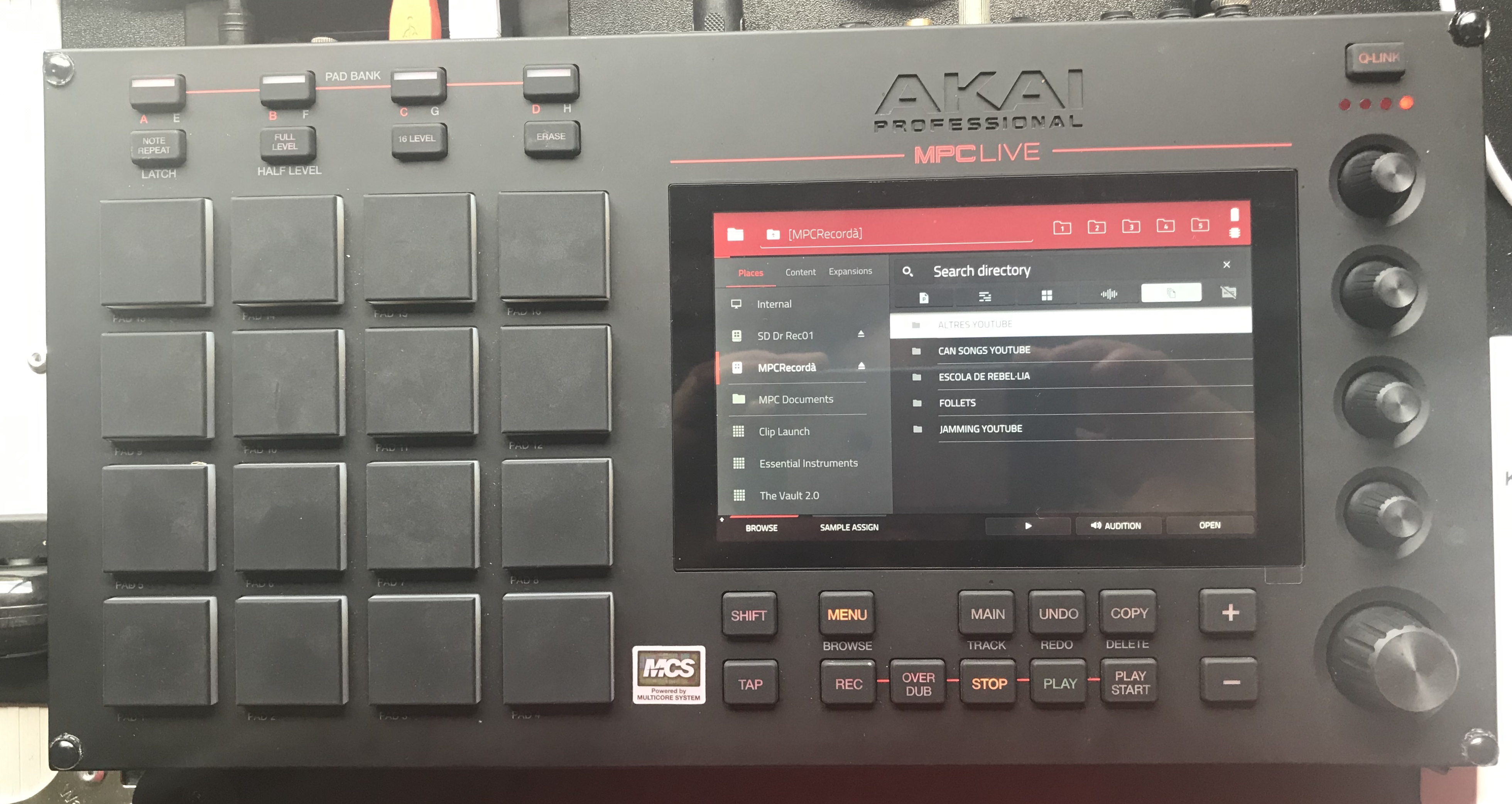
O MPC Live, um modelo recente da linha lançado em 2017.

Linn previu que os usuários coletariam amostras de sons curtos, como notas individuais ou batidas de bateria, para usar como blocos de construção para composições. No entanto, os usuários começaram a fazer samples de trechos mais longos de música. Nas palavras de Greg Milner, autor de Perfecting Sound Forever, os músicos “não queriam apenas o som da bateria de John Bonham, eles queriam fazer um loop e repetir toda a música ‘When the Levee Breaks’.” Linn disse: “Foi uma surpresa muito agradável. Depois de 60 anos de gravações, há tantos exemplos pré-gravados para fazer samples. Por que reinventar a roda?"
A capacidade do MPC de criar percussão a partir de qualquer som transformou o sampling em uma nova forma de arte e permitiu novos estilos de música. Seu preço acessível e sua acessibilidade tiveram um efeito democratizante; os músicos podiam criar faixas sem um estúdio ou conhecimento de teoria musical, e era convidativo para músicos que não tocavam instrumentos tradicionais ou não tinham formação musical. A Vox escreveu que o MPC “desafiou a noção de como uma banda pode ser”. A grade 4x4 de pads foi adotada por vários fabricantes e se tornou padrão na tecnologia de DJ. Em 2018, o MPC continuou a ser usado mesmo com o advento das estações de trabalho de áudio digital, e os modelos usados alcançaram preços altos.
O Engadget escreveu que o impacto do MPC no hip hop não poderia ser exagerado. O rapper Jehst [en] a viu como a próxima etapa na evolução do gênero hip hop após a introdução das máquinas de ritmos Roland TR-808, Roland TR-909 e Oberheim DMX [en] na década de 1980. O produtor DJ Shadow usou um MPC60 para criar seu influente álbum de 1996, Endtroducing..., que é composto inteiramente de samples. O produtor J Dilla desativou o recurso de quantização em seu MPC para criar seu estilo de sampling “off-kilter” característico. Após a morte de J Dilla em 2006, seu MPC foi preservado no Museu Nacional de História e Cultura Afro-Americana em 2014. O rapper Kanye West usou o MPC para compor várias de suas faixas mais conhecidas e grande parte de seu álbum inovador de 2004, The College Dropout. West encerrou o MTV Video Music Awards de 2010 com uma apresentação de sua faixa de 2010, “Runaway”, em um MPC.